# フランス国立オーヴェルニュ＝ローヌ＝アルプ管弦楽団
フランス国立オーヴェルニュ＝ローヌ＝アルプ管弦楽団（仏: Orchestre national Auvergne-Rhône-Alpes）は、オーヴェルニュ地方クレルモン＝フェランを本拠地とする室内オーケストラ（弦楽アンサンブル）。
首席指揮者にトーマス・ツェートマイヤー、副指揮者にエンリコ・オノフリとクリスティアン・ツァハリアスを擁する。

## 概要
1981年、オーヴェルニュ室内管弦楽団として設立された。
創立時から1993年までジャン＝ジャック・カントロフが音楽監督を務める。その後アリ・ヴァン・ベーク（1994年 - 2011年）、ロベルト・フォレス＝ヴェセス（2012年 - 2021年）に引き継がれ、2021年より現在の指揮者陣となる。
2019年に国立管弦楽団の認定を受け、フランス国立オーヴェルニュ管弦楽団と改称したしたのち、2023年より現名称。バロックから現代まで幅広いレパートリーをもつ、弦楽器21人のみで構成される室内オーケストラであり、ヨーロッパ屈指のアンサンブルとして知られる。
また、ゴルダン・ニコリッチ（ロンドン交響楽団）、スヴェトリン・ルセヴ（フランス放送フィルハーモニー管弦楽団、スイス・ロマンド管弦楽団）、アモリー・コエイトー（フランス放送フィルハーモニー管弦楽団）など、その後ヨーロッパの名門オーケストラのコンサートマスターに就任したヴァイオリニストが若き日に経験を積んだ「コンサートマスターの養成所」としても知られ、指揮者なしによる公演も多い。現在はギヨーム・シレムがソロ・コンサートマスターを務めている。
これまで50以上の録音を行っており、カントロフ弾き振りによるパガニーニのヴァイオリン協奏曲、チャイコフスキーの『弦楽セレナード』／『フィレンツェの思い出』などが知られるほか、フランスのオーケストラとして初めて自主制作によるオンライン・レーベルを持ち、定期演奏会のライヴ録音などをオンライン配信している。
プラドのカザルス音楽祭、ラ・ロック＝ダンテロン音楽祭、オヴェール・シュル＝オワーズ音楽祭などへの出演や、ニューヨーク、フィラデルフィア、ボルティモア、ミュンヘン、ジュネーヴ、ミラノほか主要都市へのツアーのほか、来日歴も多く、ラ・フォル・ジュルネ音楽祭などに頻繁に出演している。
日本人団員が多いことでも知られ、2023年には小島燎がコンサートマスターに就任している。現在は4名の日本人メンバーが在籍している。